# Hummel (Scheidegg)
Hummel (westallgäuerisch: am Humməl drob) ist ein Gemeindeteil der Marktgemeinde Scheidegg im bayerisch-schwäbischen Landkreis Lindau (Bodensee).

## Geographie
Der Weiler grenzt im Norden unmittelbar an den Ort Scheidegg und wird mittlerweile diesem zugeordnet.

## Ortsname
Der Ortsname stammt vermutlich vom neuhochdeutschen Wort hummel für Zuchtstier und bedeutet Ansiedlung mit Zuchtstieren. Auch der Familienname Hummel wäre denkbar.

## Geschichte
Hummel wird erstmals 1950 mit vier Wohngebäuden im Ortsverzeichnis genannt.